# Zid´ky
Zid´ky (ukr. Зідьки) – osiedle na Ukrainie, w obwodzie charkowskim, w rejonie czuhujewskim, w hromadzie Zmijiw. W 2001 liczyło 4087 mieszkańców.